# Aeródromo Santa Lucía
El Aeródromo Santa Lucía (OACI: SCSU) es un terminal aéreo ubicado cerca de Freire, en la Provincia de Cautín, Región de la Araucanía, Chile. Es de propiedad privada.